# Speciale (Alex Britti)
Speciale è un singolo del cantautore italiano Alex Britti, pubblicato nel 2017 ed estratto dall'album In nome dell'amore - Volume 2.

## Video musicale
Il videoclip, diretto da Gianpiero Alicchio, è stato pubblicato il 24 marzo 2017 attraverso il canale YouTube del cantante.

## Tracce
- Download digitale

1. Speciale – 3:42